# Manfred Schubert (Maler)
Manfred Schubert (* 24. Dezember 1929 in Bautzen; † 11. Januar 2020 in Dresden) war ein deutscher Maler und Grafiker.

## Leben
Nach der Grundschule absolvierte Schubert eine Lehre als Dekorationsmaler. Danach arbeitete er als Malsaaleleve, Malergehilfe und Plakatmaler. Von 1952 bis 1957 studierte er an der Hochschule für Bildende Künste Dresden bei Rudolf Bergander und Erich Fraaß. Danach war er als Maler und Grafiker freischaffend in Karl-Marx-Stadt tätig. Von 1959 bis 1961 hatte Schubert eine Aspirantur an der Hochschule für Bildende Künste Dresden. Danach war er in Dresden wieder freischaffend tätig. Er leitete mehrere Jahre einen Zeichenzirkel und hatte im Rahmen eines Vertrages mit dem VEB Strömungsmaschinenwerk Dresden dort die Leitung eines Zirkels für Bildnerisches Volkschaffen. 1964 unternahm Schubert eine Studienreise nach Ungarn. Schubert hatte in der DDR und im Ausland eine bedeutende Zahl von Einzelausstellungen und Ausstellungsbeteiligungen, u. a. 1958, 1962/1963 an der Vierten und Fünften Deutschen Kunstausstellungen und 1967/1968 und 1977/1978 an der VI. und VIII. Kunstausstellung der DDR in Dresden.
Er war bis 1990 Mitglied des Verbandes der Bildenden Künstler der DDR. Schubert lebte zuletzt in Dresden und verstarb am 11. Januar 2020.

## Ehrungen (Auswahl)
- 1977 Martin-Andersen-Nexö-Kunstpreis
- 1979 Vaterländischer Verdienstorden in Bronze

## Museen und öffentliche Sammlungen mit Werken Schuberts
- Dresden: Galerie Neue Meister[3]
- Dresden: Sächsischer Kunstfonds[3]

## Weitere Werke (Auswahl)
- Junge Mutter (1953, Öl, 79 × 60 cm)
- Michael (1960, Öl, 125 × 65 cm)

## Einzelausstellungen (unvollständig)
- 1978: Dresden, Pretiosen-Saal des Schlosses